# Rödkulla

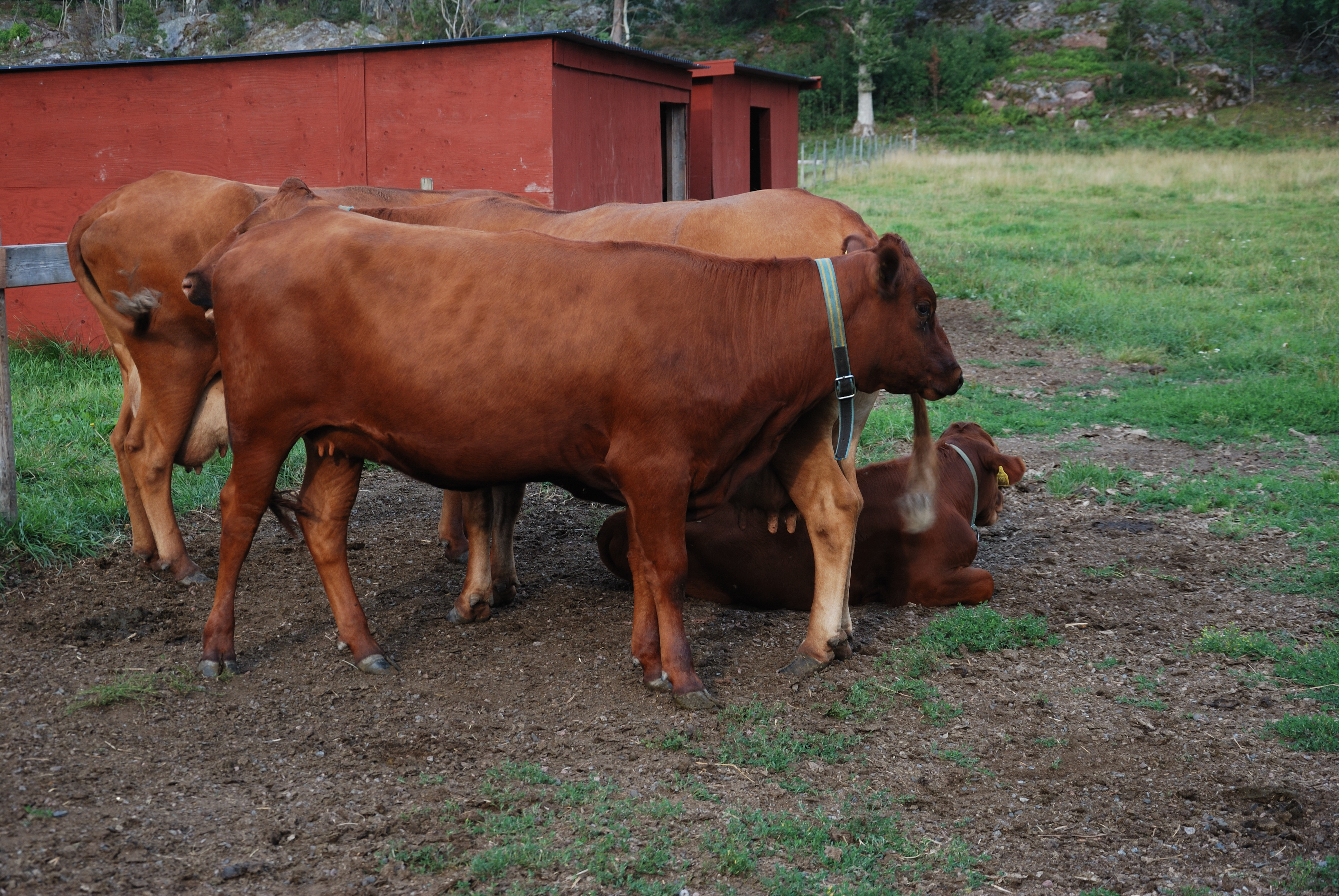
Rödkullor

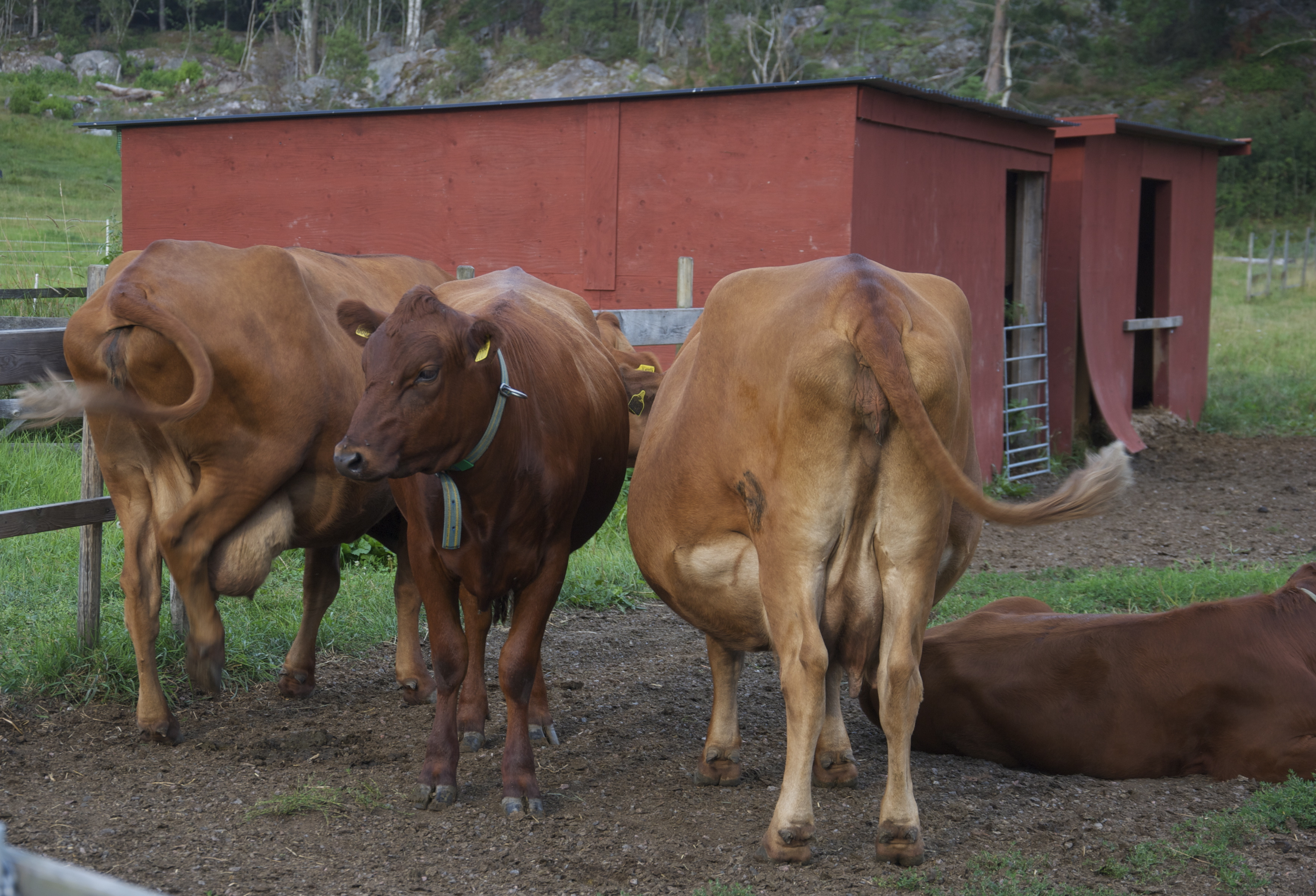
Rödkullor

Rödkullan är en av Sveriges äldsta nötkreatursraser. Den är kullig, med vilket menas att den saknar horn. Den brunröda färgen har alltid funnits på denna ko som ingår i Svensk kullig boskap (SKB). Det är en relativt liten ko men vikten kan variera mellan omkring 350-600 kg. Rödkullan är en kombinerad kött- och mjölkras som anses ha starka ben och god klövhälsa. De har dessutom en god fruktsamhet och lätta kalvningar. Rödkullan producerar bra på en hög grovfoderandel och anses passa i både extensiv och intensiv uppfödning. Rödkullan kan uppnå produktionsnivåer på omkring 5 500 kg mjölk per ko och år.

## Historik
Rödkullan erkändes som ras 1912. Förekomsten av röda, kulliga kor i västra och mellersta Sverige är känd sedan mitten av 1800-talet. Dess ursprung är den numera utdöda gamla svenska allmogekon, varav en linje var smålandskon. På 1970-talet var rödkullan mycket nära att försvinna. Enligt en inventering fanns det då bara 18 kor och 2 tjurar av rasen kvar. Det fanns också sperma från ytterligare en tjur kvar hos semin. Rasen kunde dock räddas, eftersom man startade ett arbete för att öka intresset för lantrasen och för att bevara den.

## Bildgalleri

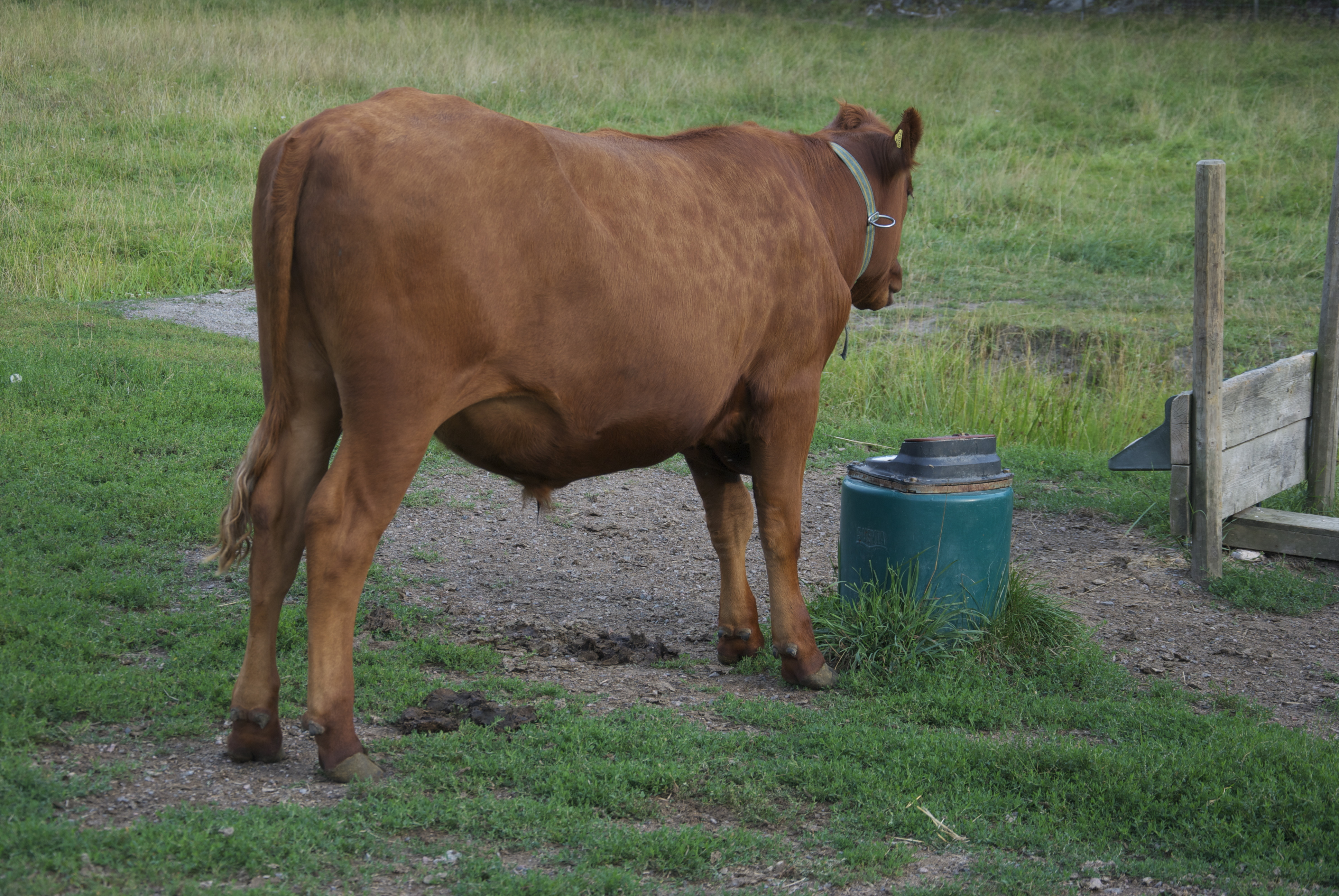
Rödkullatjur
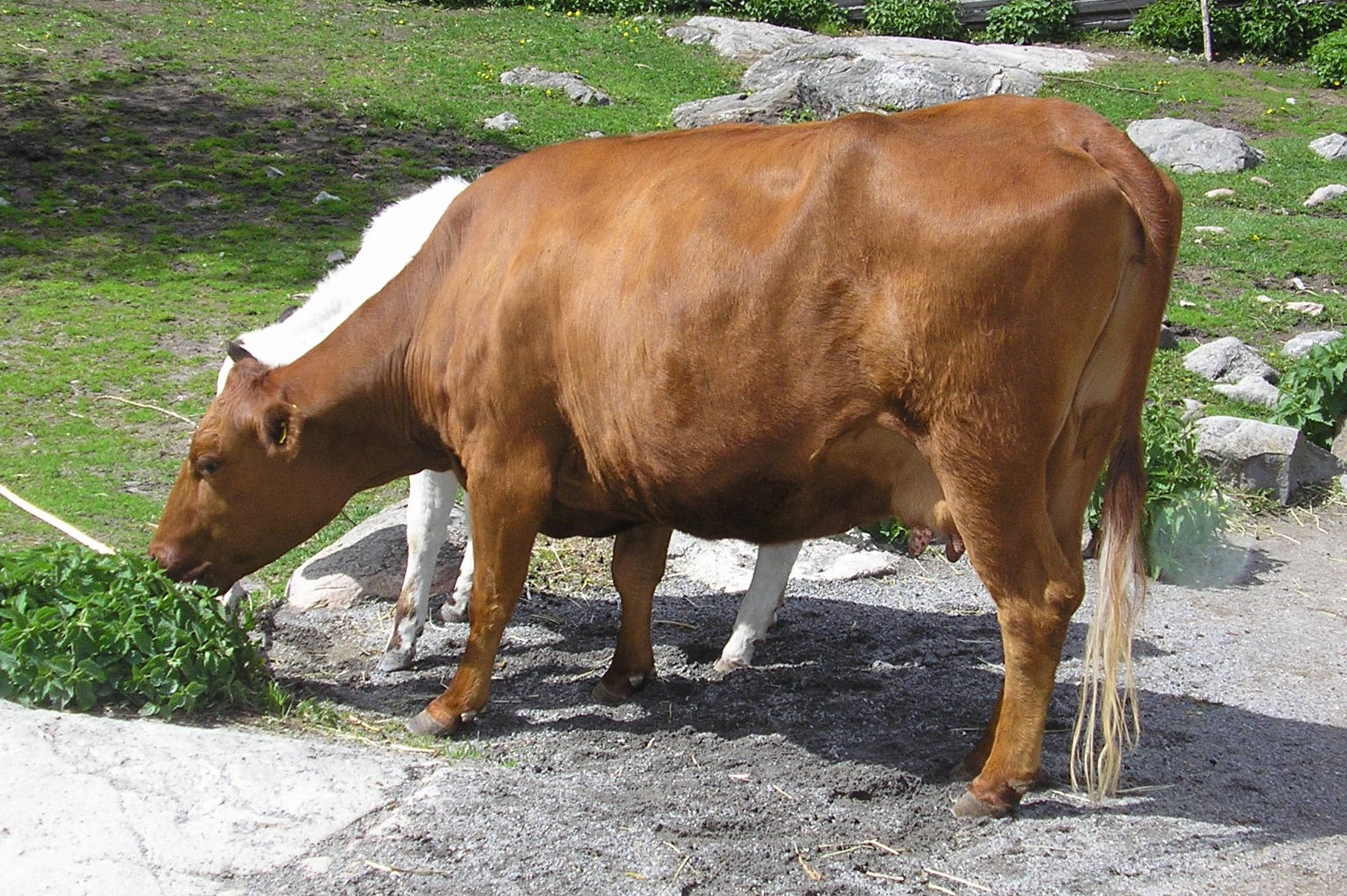
Rödkullako